# Питър Пан и Уенди
„Питър Пан и Уенди“ (на английски: Peter Pan & Wendy) е предстоящо американско фентъзи от 2023 г. на режисьора Дейвид Лоури на „Уолт Дисни Пикчърс“. Филмът е игрална адаптация на анимационния филм „Питър Пан“ на „Дисни“ от 1953 г.. Във филма ще участват Александър Молоуни, Евър Андърсън, Яра Шахиди, Алиса Уапанатахк, Джошуа Пикъринг, Джейкъби Юупе, Моли Паркър, Алън Тюдик, Джим Гафиган и Джуд Лоу.
Разработката на филма започва на 13 април 2016 г., когато на Лоури е предложено да режисира филма и да напише сценария заедно с Тоби Халбрукс, като процесът се очаква да продължи през следващите четири години. Заглавието на филма е обявено на 7 януари 2020 г. Премиерата се състои на 28 април 2023 г. в стрийминг услугата „Дисни+“.